# Otto Stapf (General)

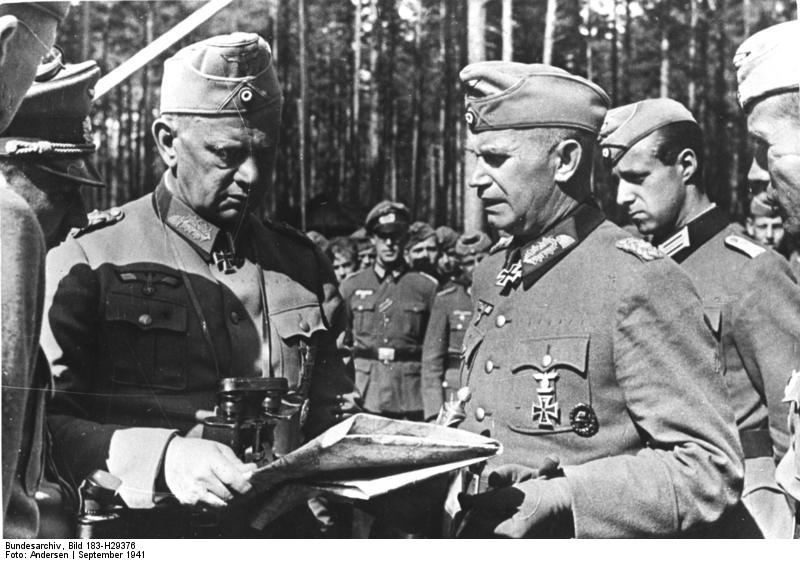
Walter von Reichenau mit Otto Stapf (vorne rechts) in der Sowjetunion (September 1941), Aufnahme einer Propagandakompanie

Otto Stapf (* 13. November 1890 in Hellmitzheim; † 30. März 1963 in München) war ein deutscher General der Infanterie im Zweiten Weltkrieg.

## Leben
Otto Stapf trat am 1. August 1910 als Fahnenjunker in die Bayerische Armee ein und wurde am 28. Oktober 1912 im 22. Infanterie-Regiment zum Leutnant befördert. Mit diesem Verband nahm er am Ersten Weltkrieg teil. Neben beiden Klassen des Eisernen Kreuzes erhielt er für sein Wirken das Ehrenkreuz III. Klasse des Fürstlichen Hausordens von Hohenzollern mit Schwertern, den Bayerischen Militärverdienstorden IV. Klasse mit Schwertern und Krone, das Friedrich-August-Kreuz I. Klasse sowie das Verwundetenabzeichen in Schwarz.
Nach Kriegsende wurde er in die Reichswehr übernommen. Ab November 1938 fungiert er als Oberquartiermeister III im Generalstab des Heeres und Verbindungsoffizier zur Luftwaffe. Am 1. April 1939 erfolgte seine Beförderung zum Generalmajor. In diesem Rang war er der erste Befehlshaber der 111. Infanterie-Division vom Zeitpunkt ihrer Aufstellung am 5. November 1940 bis Ende 1941. Für seine Verdienste als Kommandeur wurde ihm am 31. August 1941 das Ritterkreuz des Eisernen Kreuzes verliehen. In der Zwischenzeit wurde er am 1. April 1941 zum Generalleutnant und schließlich am 1. April 1942 zum General der Infanterie ernannt. Von Januar bis März 1942 war er Kommandierender General des XXXXIV. Armeekorps.
Am 3. August 1942 übernahm Stapf die Leitung des Wirtschaftsstabs Ost. Der am 25. März 1941 gebildete Wirtschaftsstab Ost war das Ausführungsorgan des Wirtschaftsführungsstabs Ost, dessen Aufgabe die wirtschaftliche Ausbeutung der besetzten Ostgebiete war. Stapf leitete den Wirtschaftsstab Ost bis zu dessen Auflösung am 31. Oktober 1944. Für seine Tätigkeit erhielt er am 9. September 1944 das Ritterkreuz des Kriegsverdienstkreuzes mit Schwertern verliehen. Er ist somit die einzige Person, die mit diesen beiden hohen Auszeichnungen ausgezeichnet wurde.
1944 beauftragte Stapf den Schriftsteller Siegfried von Vegesack, der ihm als Wehrmachtsdolmetscher unterstand, eine Denkschrift über Die Behandlung der Bevölkerung in den besetzten Ostgebieten zu verfassen, und dabei „keine Propaganda“ zu schreiben, sondern die deutsche Besatzung samt ihrer verheerenden Folgen so darzustellen, wie sie wirklich war. Drei Tage vor dem Attentat vom 20. Juli 1944 legte von Vegesack seine Denkschrift Stapf vor. Obwohl Stapf nicht aktiv im Widerstand tätig war, war er „ein besonders scharfer Hitlergegner“ und hat unter anderem gegenüber Joachim Kuhn, einem Widerstandskämpfer des 20. Juli 1944, im Frühling 1944 „seine Hoffnung auf kommenden Umsturz geäußert“. Claus Schenk Graf von Stauffenberg hatte ihn deswegen nach dem Umsturz als neuen Eisenbahnminister vorgesehen.